# 英歌
英歌，又称秧歌、莺歌等，起源于明代中期。是流行于广东潮汕地区的普宁、揭陽、惠来、潮阳、陆丰及福建漳州等地区的一种糅合南派武术、戏剧等地方艺术为一体的中国民间广场舞蹈。表演者画着梁山好汉脸谱或持英歌槌或持手鼓随着鼓声变换各类队形，表演形式粗犷豪迈。2006年5月20日英歌入选第一批518项国家级非物质文化遗产名录。

## 源流
英歌的源流众说纷纭有几种说法，有水浒说、傩起源说、从山东经莆田再入潮说、外江戏说、练武说、综合说。但最早出现的时期，大多认为是在明代中后期，所引资料都是清乾隆 周硕勋《潮州府志》卷十二：“农者春时，数十辈插秧田中，命一人挝鼓，每鼓一巡，羣歌竞作，连日不絶，名曰秧歌，此又不期而会者矣。”只是这种表演形式描述与今天英歌有很大的差异，且从地方典志、甚至于民间竹枝词，在有关潮州民俗特别是元宵活动的记述上，提及的多是“无异中州”。不过我们可以看出当时汉民族最为普遍的民间艺术——秧歌在今潮汕地区很盛行。而到了嘉庆道光年间（1805年-1825年），地方盛行与《水浒》有关的戏剧，如《攻打大名府》这样的剧目，再从英歌队现所装扮的服饰及脸谱多接近戏剧，均可明显地看出是受戏剧影响。

## 类型

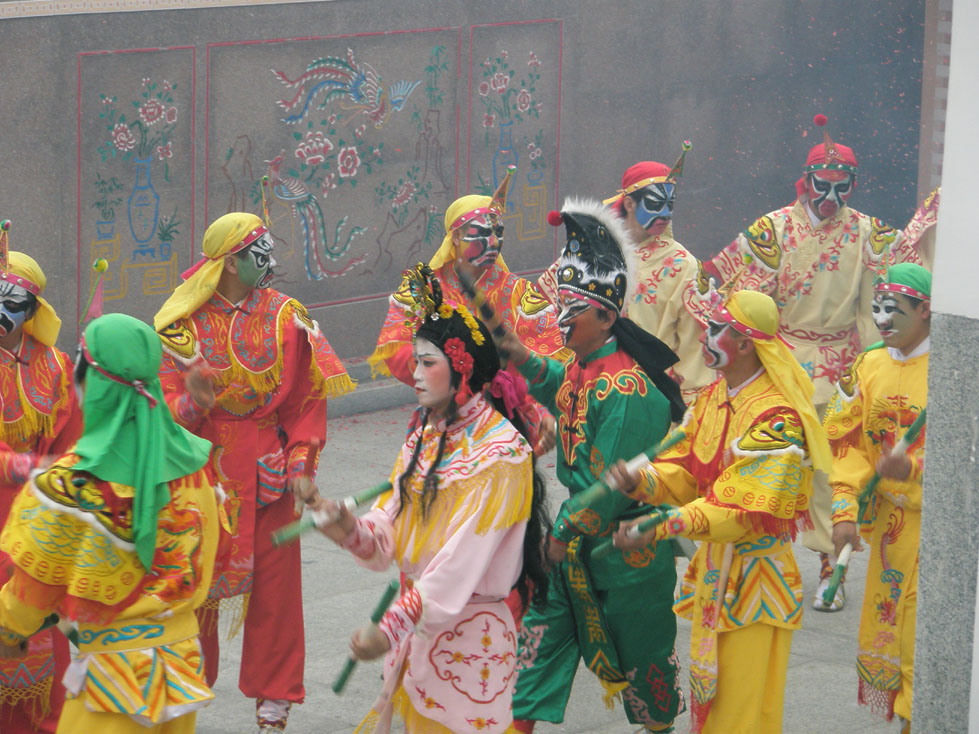
在表演中的中板英歌

英歌舞按照节奏板式分为慢板英歌、中板英歌及快板英歌

### 慢板英歌
表演者所执的英歌槌较其他类型的略长，约60公分。英歌槌的敲打节奏，一般配合锣鼓声三四下一组动作。而且每次击打英歌槌，都会有一个动作表演。这种类型的英歌主要集中在潮阳区棉城附近，表演者也没有宋江、时迁等梁山好汉脸谱。其打法单纯古朴，被认为是最早出现的英歌

### 中板英歌
中板英歌的英歌槌长度为57公分，其节奏相比慢板英歌要快，英歌槌的敲打节奏以五、七、八、十、十一、十三等各组成一组动作。表演者没有时迁这个“舞蛇者”脸谱，动作以南拳中的“大站马”等为基础。

### 快板英歌
快板英歌的英歌槌长度最短只有40公分，而节奏是最快的，讲究快击快收。没固定的英歌槌敲打节奏而另有其独特方式。快板英歌再细分的还有尖山英歌、南山文派、南山武派、对打套式之分。

## 分布
- 普宁
  - 里湖富美
  - 梅塘老寨
  - 梅塘祠堂
  - 梅塘石鸟
- 揭陽
- 惠来
- 潮阳
- 陆丰

## 表演

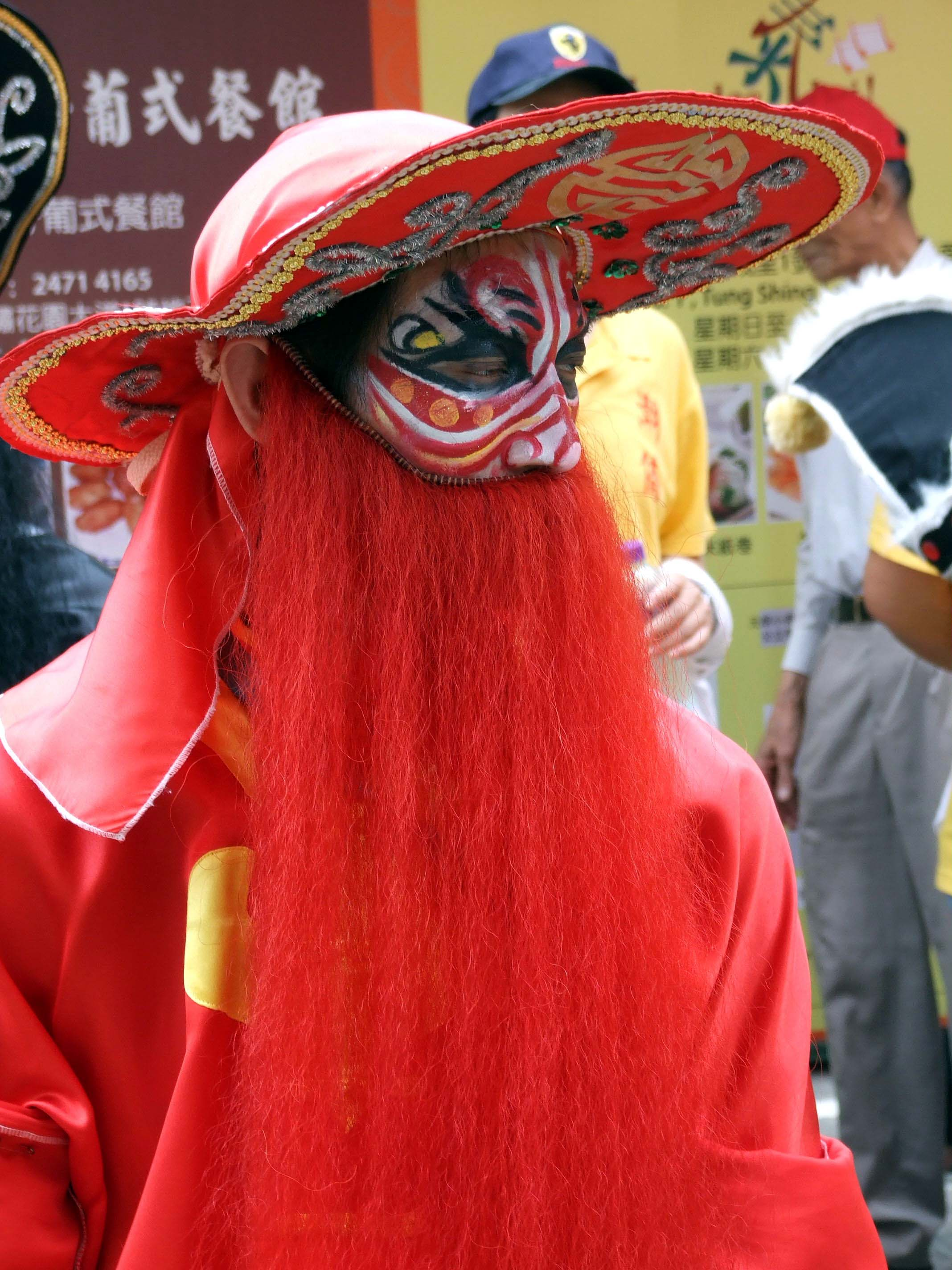
红面红须的“头槌”

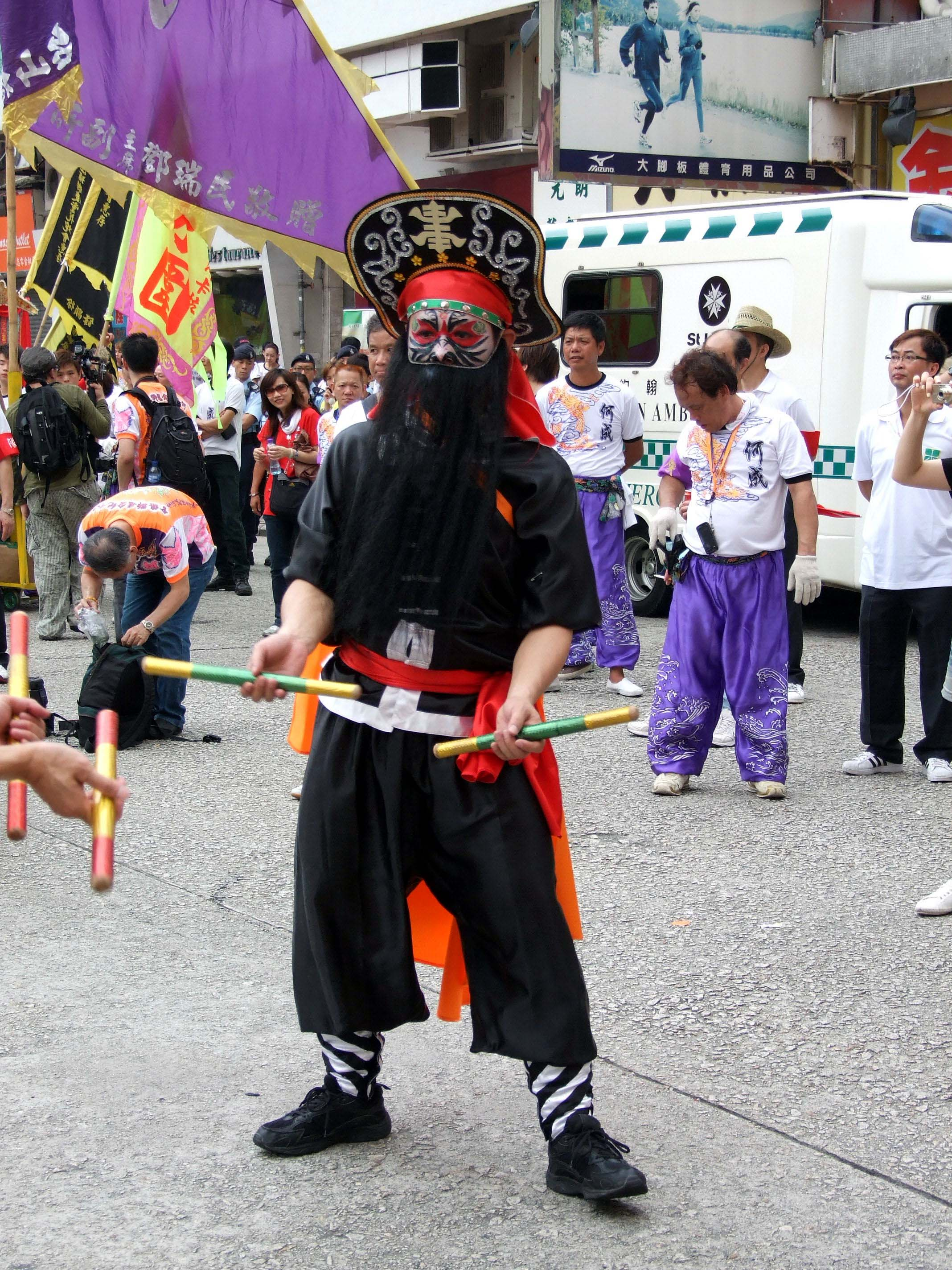
黑面黑须的“二槌”

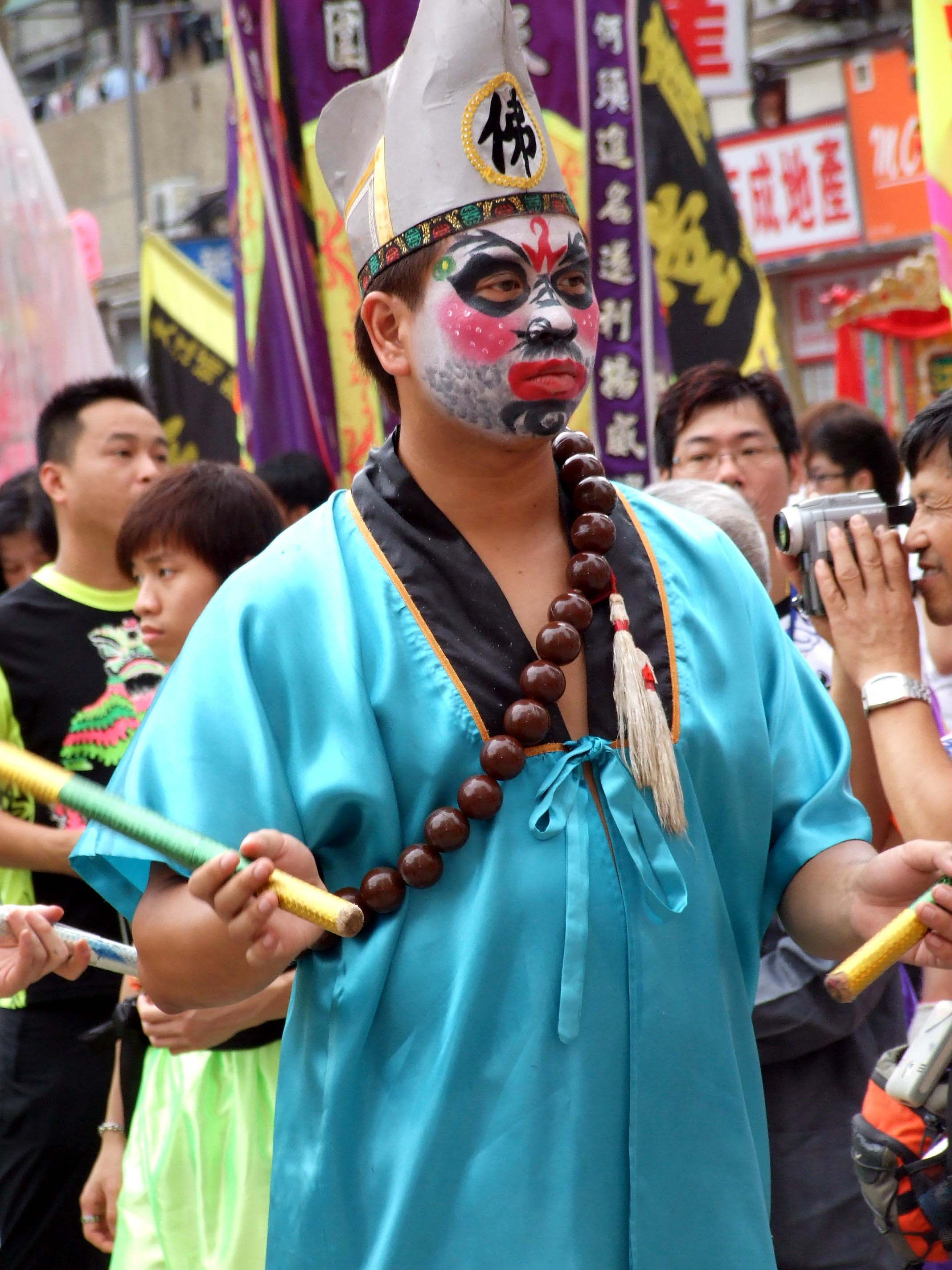
“三槌”鲁智深

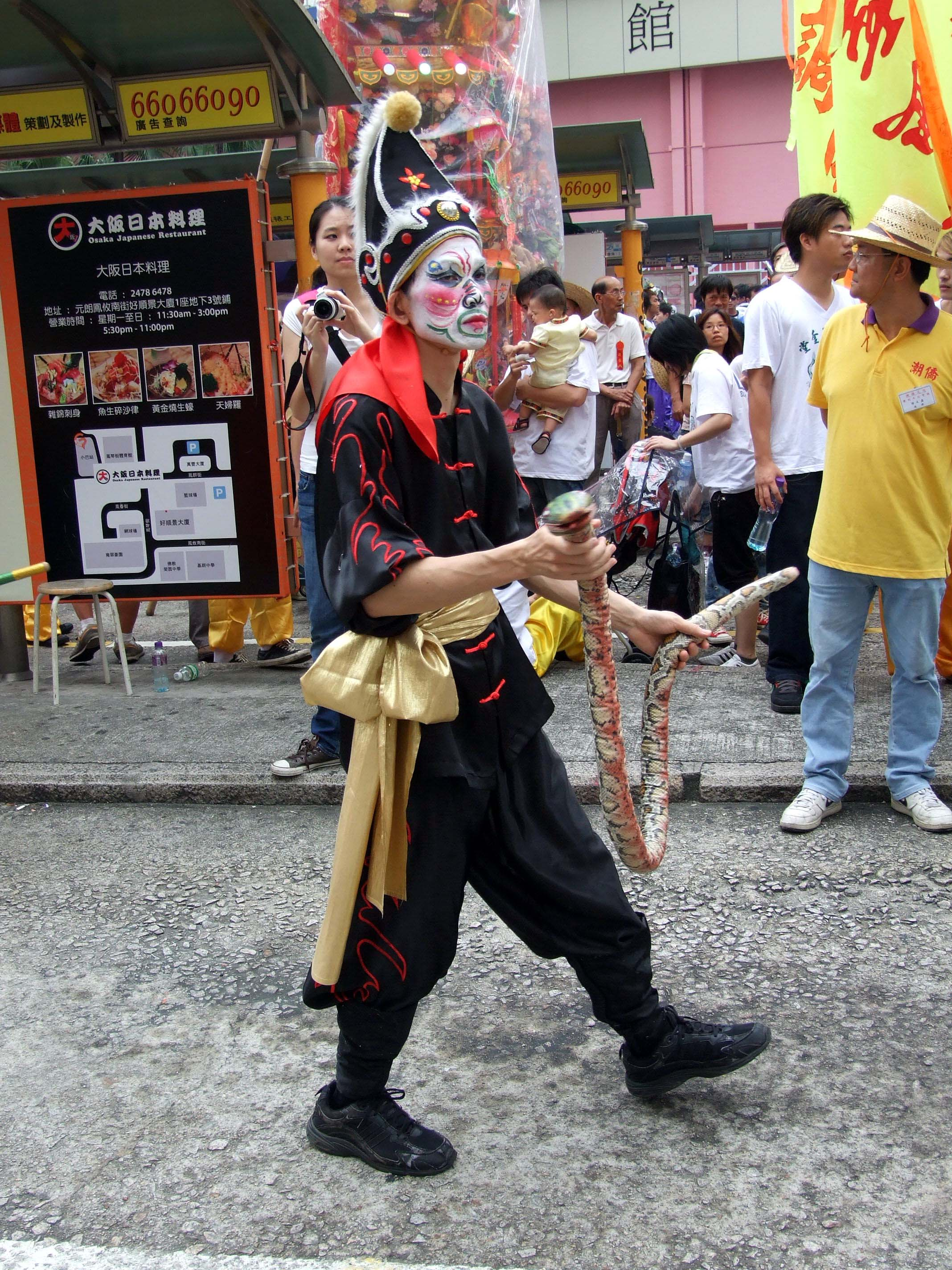
“舞蛇者”时迁

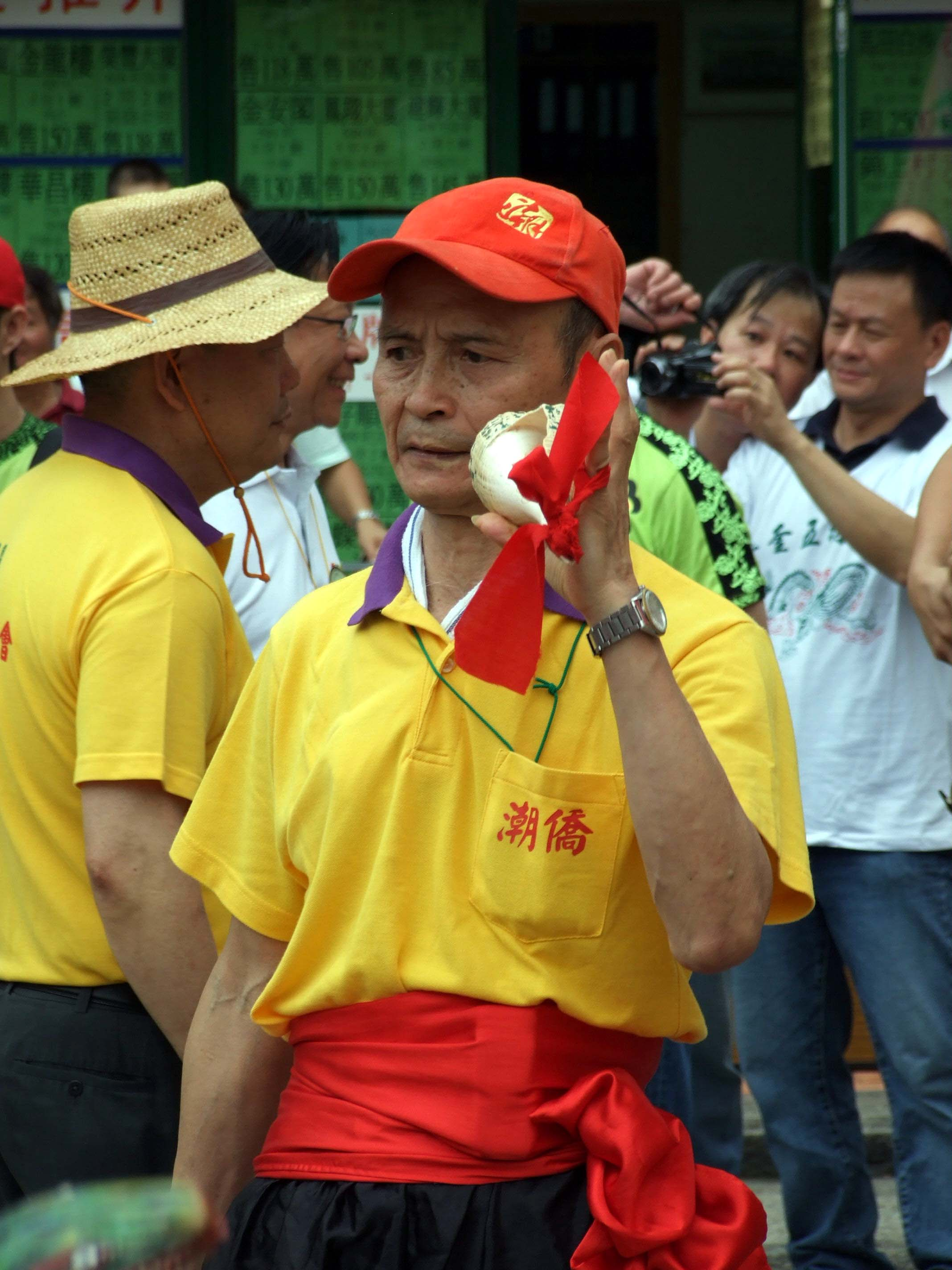
螺号

英歌队伍的人数在一般依各村落男丁而定，都是偶数，至少16人，最多不超过108人。一般多为36人，俗称三十六天罡；或72人，俗称七十二地煞。表演分为前棚、后棚。现英歌一般指前棚表演，后棚表演已基本略去。表演内容多为表现梁山泊英雄好汉乔装攻打大名府营救卢俊义，或是梁山泊英雄好汉乔装劫法场救宋江。现主要是取材于前者。表演队员随着锣鼓声，敲打英歌槌或手鼓，同时不断变换舞姿及队列，组成各种图案，表现不同情绪。前棚表演结束后，就是后棚表演，一般多为戏曲表演及武术表演。

### 脸谱与化妆
英歌队一般设有两领舞者，分别为红面红须的“头槌”，多装扮为秦明或关胜；黑面黑须的“二槌”，装扮成李逵。另外“舞蛇者”为时迁，主要是协助指挥引舞。有些可能还有“三槌”鲁智深，“四槌”武松。司鼓的扮演者一般为宋江或林冲，这是脸谱最常见的。此外有些英歌队还有举号令旗的公孙胜，这些角色比较固定，也为观众熟悉。其他就不太固定，但一般有顾大嫂、孙二娘、史进、解珍、解宝、杜迁、宋万、孔明、孔亮、李应、邹渊、邹润、刘唐、杨雄、凌振、张顺、燕青、王矮虎、孙新、张青、花荣、杨志、穆弘、雷横、范瑞、柴进、呼延灼等。
一般脸谱化妆都是自己化，除了一些较为复杂的脸谱由化妆师帮忙，或演员间相互帮忙。化妆时要先净面然后用二寸宽的黑布带将头发向后勒紧（即“勒头”，潮语称为“头巾”），这样能让肌肉展平。武将的化妆是直接画在脸上（行内称为“勾脸”），而文将则要先用手蘸色在脸上揉均匀，接着才开始画眉、画眼窝、鼻窝、嘴角、脸膛，最后才画脸纹。上色也有一定的顺序，先黑色，再用白色，最后是其他颜色。因英歌演员是扮演梁山好汉，为表现草莽英雄的形象，有胡须的多用满髯，而特定人物又有特定胡须，如鲁智深用“虬髯”。有的演员有时还会袒露上身，直接画花纹在身上。至于里面的女性角色，都是由男子扮演而生的。

### 服饰
冠帽
- 盔头，也称“将盔”，是武将所戴的冠帽。
- 罗帽，为非武将所戴。
- 草帽，为老百姓所戴。
- 头巾，跟冠帽配合使用。

服装
- 英雄衣，为武生所穿
- 夸衣，时迁所穿
- 甲靠，为武将所穿
- 鞋，早期多为草鞋，现多穿芒鞋（即罗汉鞋），女子英歌的穿绣鞋[12]。

### 道具
- 英歌槌，表演者手里所执的短木棒，直径25毫米左右，女子英歌所持较细。长度因风格不同而从35到58厘米之间，多为黑红两色，两端装饰有太极图案[13]。
- 手鼓，表演者手中所执，短圆柱形，有握把，直径15公分左右，外观涂以红绿黑各色。配有长约30公分的鼓槌，其下端有彩色飘带。
- 手蛇，时迁的道具，长150公分。
- 蒲扇，后棚表演时，伯公伯嫲所执。

### 音乐
英歌舞的音乐只有节奏，没有旋律。而不同类型的英歌舞对应不同的锣鼓节奏。

### 乐器
锣鼓队所使用的乐器
- 大鼓，直径约60公分左右，木框牛皮鼓。司大鼓的扮演者一般为宋江或林冲。
- 中鼓，直径约50公分，其他与大鼓类同。鼓手一般将其绑在自己的身上。
- 钦仔，铜制锣，潮属特有乐器。
- 大锣，既苏锣，潮人又称为“肚脐锣”。
- 钹，亦称“小镲”。
- 云锣，即月锣。
- 铙钹，亦称“水镲”。
- 螺号，海螺号。
- 牛角号，声音洪亮[15]。

### 动作
英歌舞的动作，包括阵法、步法、身法、手法、指法、眼法，而最重要的是步法，以此来带动其他法。